# Rissooidea
Rissooidea is een superfamilie van weekdieren uit de klasse van de Gastropoda (slakken).

## Taxonomie

### Families
- Barleeiidae Gray, 1857
- Emblandidae Ponder, 1985
- Lironobidae Ponder, 1967
- Mesocochliopidae Yu, 1987 †
- Palaeorissoinidae Gründel & Kowalke, 2002 †
- Rissoidae Gray, 1847 - Drijfhorens
- Rissoinidae Stimpson, 1865
- Zebinidae Coan, 1964

### Geslachten niet ingedeeld bij een familie
- Avardaria Ali-Zade, 1932 †
- Choerina Brusina, 1882 †
- Fossarulus Neumayr, 1869 †
- Pilsbryus Yen, 1944 †
- Staadtiellopsis Schlickum, 1968 †

### Synoniemen
- Anabathronidae Coan, 1964 => Anabathridae Keen, 1971
- Ansolidae Slavoshevskaya, 1975 => Barleeiidae Gray, 1857
- Barleeidae => Barleeiidae Gray, 1857
- Rissoidea => Rissooidea Gray, 1847